# ستيب باك إن تايم
«ستيب باك إن تايم» (بالإنجليزية: Step Back in Time)‏ أو «عد بالزمن» هي أغنية للفنانة الأسترالي كايلي مينوغ وأدخلت في ألبومها الثالث ريذم أوف لوف (1990). وكانت ثاني أغنية تؤخذ واحد من الألبوم، رغم أنه كان من المخطط إصدار أغنية «وات دو آي هاف تو دو» لتكون ثاني إصدار من الألبوم. وهي من تأليف وإنتاج فريق ستوك أيتكين واترمان، والذين أنتجوا وألفوا معظم أغاني مينوغ في ذلك الوقت. موسيقى الأغنية مستوحاة من الديسكو.
وصلت الأغنية للمركز الرابع قائمة أغاني المملكة المتحدة والمركز الخامس في وطنها الأم أستراليا. أدت كايلي الأغنية في معظم جولاتها الموسيقية، بما في ذلك جولات ريذم أوف لوف، ليتس غيت تو إت، إنتميت أند لايف، كايلي إكس 2008، كيس مي ونس، كايلي سمر 2015.